# Chiesa di Santa Maria del Popolo (Palermo)
La chiesa di Santa Maria del Popolo e il convento dei Mercedari riformati scalzi sotto il titolo dell'«Immacolata Concezione» al Molo Nuovo costituivano un aggregato religioso e monumentale ubicato nella zona portuale settentrionale della città di Palermo.

## Storia

### Epoca aragonese
Il sovrano Giovanni II d'Aragona di Trastámara concesse a padre Gomezio di Bosega, regio cappellano della provincia di Catalogna, il privilegio di poter fondare un convento dell'Ordine dei Mercedari in qualsiasi città dell'isola. La prima istituzione in Sicilia fu quella presso la chiesa di Santa Maria della Mercé al Capo sotto titolo di «Sant'Anna», nel quartiere Seralcadio, luogo ove i frati si insediarono nel 1463.
I religiosi, per via dei contrasti sorti con la Confraternita di Sant'Anna nel 1482 abbandonarono il luogo, in cambio ottennero la chiesa di Sant'Agata la Pedata fuori le mura. Tre anni dopo l'abbandonarono anche questa sede, trasferendosi in un nuovo convento che frattanto avevano costruito accanto alla chiesa di Santa Maria del Molo Nuovo, loro concessa dal Senato Palermitano.

### Epoca spagnola
Nel 1622, ai beni si aggiunsero un appezzamento di terreno e alcuni magazzini limitrofi. Quest'ultima concessione suscitò il malcontento dei religiosi del monastero di San Martino delle Scale, i quali si erano opposti al conferimento in quanto il terreno ricadeva dentro i confini del territorio di loro giurisdizione. La lite giudiziaria che ne derivò fu favorevole ai monaci benedettini che tuttavia, nel 1626 in cambio di un censo annuale concessero in enfiteusi i cinque tumoli di terreno a lungo conteso. Sull'area i Mercedari avevano in parte costruito il loro convento, la chiesa ad esso aggregata fu intitolata a «Santa Maria del Popolo».
Nel 1792 il convento fu abolito e i pochi religiosi che vi erano rimasti si trasferirono nella loro più grande e prestigiosa sede cittadina, fondata nel 1634, in via Cartai, strada il cui nome deriva dalla presenza, di alcune botteghe di stampatori di carte da gioco. La chiesa del Molo rimase tuttavia aperta al culto quale filiale della parrocchia di Santa Lucia al Borgo, mentre l'ex convento fu assegnato da Ferdinando III di Borbone, insieme a una cospicua rendita annuale per il suo mantenimento, al Seminario Nautico.
La chiesa, che già dal 1836 ospitava la Congregazione dell'Addolorata al Molo, il 4 ottobre 1922 divenne parrocchia, assumendo anche il nuovo titolo di «San Raimondo Peñafort».
Durante i bombardamenti del 1943 il tempio subì lievi danni mentre l'Istituto Nautico fu completamente distrutto.

## Architettura
La costruzione presentava una facciata rivolta a sud, un solo portale sormontato da una statua in stucco raffigurante la Madonna della Mercè e altre due laterali collocate in nicchie. Tempio con impianto a navata unica, coro collocato all'ingresso, quattro cappelle minori e un cappellone.

## Convento
Convento dei Mercedari riformati scalzi sotto il titolo dell'«Immacolata Concezione» al Molo Nuovo. La primitiva costruzione fu edificata presso la chiesa di Santa Maria del Molo Nuovo nel 1485, per essere ingrandita e perfezionata a partire dal 1622. 
Nel 1788 col passaggio alla sede cittadina è abolito il convento. Nel 1861 le strutture ulteriormente ingrandite ospitarono il Collegio Nautico, poi denominato Istituto Nautico "Gioeni - Trabia".

## Congregazione dell'Addolorata al Molo
- Congregazione dell'Addolorata al Molo, sodalizio già attestato nel 1830
- Data di approvazione dei capitoli da parte del Re Francesco I°.

## Collegio Nautico
Istituzione fondata nel 1789 da monsignor Giuseppe Gioeni dei duchi d'Angiò, prima del trasferimento nella struttura conventuale era insediata nelle fabbriche della contrada Acqua Santa.

## Arsenale
Arsenale, costruzione disposta nel 1620 dal viceré di Sicilia Francisco Ruiz de Castro, conte di Castro, all'architetto Mariano Smiriglio. Madrina della posa della prima pietra la viceregina Lucrezia Gattinara di Legnana, duchessa di Castro, benedizione del 24 gennaio 1620 impartita da Giannettino Doria. Compimento dell'opera avvenuto nel 1630 sotto il mandato di Francisco Fernández de la Cueva, VII duca di Alburquerque.

## Castello del Molo
Nel 1546 le strutture esistenti sulla strada conducente al Molo furono migliorate dal viceré di Sicilia Ferrante I Gonzaga. Nel 1621 Francisco Ruiz de Castro fece costruire un bastione munito di artiglieria.
Nel rione è documentata la chiesa di San Giorgio appartenente ai religiosi del monastero di San Martino delle Scale.

## Molo
Il 18 giugno 1563 si gettò la prima pietra per opera di Carlo d'Aragona Tagliavia, principe di Castelvetrano. Nel 1567 la fabbrica del Molo fu incentivata per volontà del viceré di Sicilia García Álvarez de Toledo y Osorio. Il complesso di protezione fu perfezionato nel 1590 da Diego Enriquez de Gusman, conte di Albadalista, con la collaborazione degli ingegneri militari Camillo Camilliani e Carlo Maria Ventimiglia. L'opera fu elogiata dallo sfortunato ammiraglio olandese Michiel de Ruyter.

## Lanterna del Molo
I lavori per la realizzazione della lanterna furono iniziati nel 1593 da Enrique de Guzmán, Conte di Olivares.
Aniello Guzman e Carafa, marchese di Castel Roderigo nel 1678 dispose la costruzione di una fortificazione con artiglieria nelle immediate adiacenze, batterie rinnovate da Francesco Benavides, conte di Santo stefano, nel 1680.
Per volontà di Ferdinando III di Borbone le postazioni furono integrate con ripetitori per il telegrafo impiantato su Montepellegrino, apparecchiature che consentivano le primitive e rudimentali comunicazioni con le imbarcazioni dotate di mezzi ricetrasmittenti.

## Lazzaretto
In seguito all'epidemia di peste del 1624 all'Acqua Santa fu fondato un lazzaretto, centro iniziato nel 1628 e completato nel 1631.
La struttura destinata alla quarantena dei passeggeri e/o imbarcati infetti, nella nascente zona portuale fu fortemente voluta dal viceré di Sicilia Francisco Fernández de la Cueva, VII duca di Alburquerque, regnante Filippo II di Spagna.